# Fulvio Camerini
Fulvio Camerini (Trieste, 20 luglio 1925 – Trieste, 25 febbraio 2019) è stato un politico e cardiologo italiano.

## Biografia
Laureato nel 1949 a Padova in medicina, si trasferisce, dopo avere conseguito una borsa di studio nel Regno Unito e successivamente in Svezia per compiere studi di specializzazione. Rientrato in Italia è attivo nella sua città natale, dove nel 1964 crea l'unità di cardiologia dell'ospedale di Trieste. Dal 1967 al 1996 insegna fisiopatologia cardiovascolare all'Università di Trieste.
Nel 1996 viene eletto al Senato nella XIII legislatura con l'Ulivo, rappresenta i Democratici di Sinistra fino alla conclusione del mandato parlamentare nel 2001.
Muore nel febbraio 2019 all'età di 93 anni.